# Caligo obidona
Caligo obidona är en fjärilsart som beskrevs av Hans Fruhstorfer 1904. Caligo obidona ingår i släktet Caligo och familjen praktfjärilar. Inga underarter finns listade i Catalogue of Life.